# ایزوتوپ پایدار

نموادر نوترون-پروتون که در آن ایزوتوپ‌های پایدار و پرتوزا مشخص شده است.

ایزوتوپ پایدار (به انگلیسی: Stable isotope) ایزوتوپ‌های شیمیایی غیر رادیواکتیو هستند. با این تعریف ۲۵۶ ایزوتوپ شناخته شده از ۸۰ عنصر که یک یا چند هسته پایدار دارند وجود دارد. از این ۸۰ عنصر ۲۶ تای آن‌ها فقط یک ایزوتوپ پایدار دارند که به آن‌ها مونوایزوتوپ می‌گویند و بقیه بیش از یک ایزوتوپ دارند. قلع ۱۰ ایزوتوپ دارد. ایزوتوپ‌های مختلف از یک عنصر یکسان خصوصیات شیمیایی تقریبا یکسانی دارند. بنابراین رفتارهای زیستی یکسانی خواهند داشت.